# Comuna Novokrîmske, Djankoi
Novokrîmske (în ucraineană Новокримське) este o comună în raionul Djankoi, Republica Autonomă Crimeea, Ucraina, formată din satele Istocine, Novokrîmske (reședința) și Pavlivka.

## Demografie
Componența lingvistică a comunei Novokrîmske
     Rusă (62,74%)
     Tătară crimeeană (21,35%)
     Ucraineană (15,34%)
     Alte limbi (0,34%)
Conform recensământului din 2001, majoritatea populației comunei Novokrîmske era vorbitoare de rusă (62,74%), existând în minoritate și vorbitori de tătară crimeeană (21,35%) și ucraineană (15,34%).